# McCall
McCall és una població dels Estats Units a l'estat d'Idaho. Segons el cens del 2000 tenia 2.084 habitants.

## Demografia
Segons el cens del 2000, McCall tenia 2.084 habitants, 902 habitatges, i 549 famílies. La densitat de població era de 136,1 habitants/km².
Dels 902 habitatges en un 28,8% hi vivien nens de menys de 18 anys, en un 49,2% hi vivien parelles casades, en un 7,9% dones solteres, i en un 39,1% no eren unitats familiars. En el 33,3% dels habitatges hi vivien persones soles l'11,1% de les quals corresponia a persones de 65 anys o més que vivien soles. El nombre mitjà de persones vivint en cada habitatge era de 2,25 i el nombre mitjà de persones que vivien en cada família era de 2,86.
Per edats la població es repartia de la següent manera: un 24,3% tenia menys de 18 anys, un 6% entre 18 i 24, un 24,6% entre 25 i 44, un 30,7% de 45 a 60 i un 14,4% 65 anys o més.
L'edat mediana era de 42 anys. Per cada 100 dones de 18 o més anys hi havia 99,9 homes.
La renda mediana per habitatge era de 36.250 $ i la renda mediana per família de 46.420 $. Els homes tenien una renda mediana de 27.955 $ mentre que les dones 26.932 $. La renda per capita de la població era de 18.479 $. Aproximadament el 7% de les famílies i el 12,2% de la població estaven per davall del llindar de pobresa.

## Poblacions més properes
El següent diagrama mostra les poblacions més properes.